# Prenasteridae
De Prenasteridae zijn een familie van zee-egels (Echinoidea) uit de orde Spatangoida.

## Geslachten
- Agassizia Valenciennes, 1846
- Anisaster Pomel, 1886 †
- Antiquobrissus Szörényi, 1955 †
- Cagaster Nisiyama, 1968 †
- Holcopneustes Cotteau, 1889 †
- Peribrissus Pomel, 1869 †
- Prenaster Desor, 1853
- Tripylus Philippi, 1845